# Nvu
Nvu är en fri redigeringsprogramvara för HTML av typen WYSIWYG ("vad du ser är vad du får"), baserad på Mozilla Composer från den gamla Mozilla-sviten. Programmet är menat att vara en fullgod ersättare för program som Macromedia Dreamweaver baserad helt på öppen källkod. Nvu riktar sig främst till icke-tekniska användare och ingen kunskap i HTML eller CSS är nödvändig för att använda programmet.

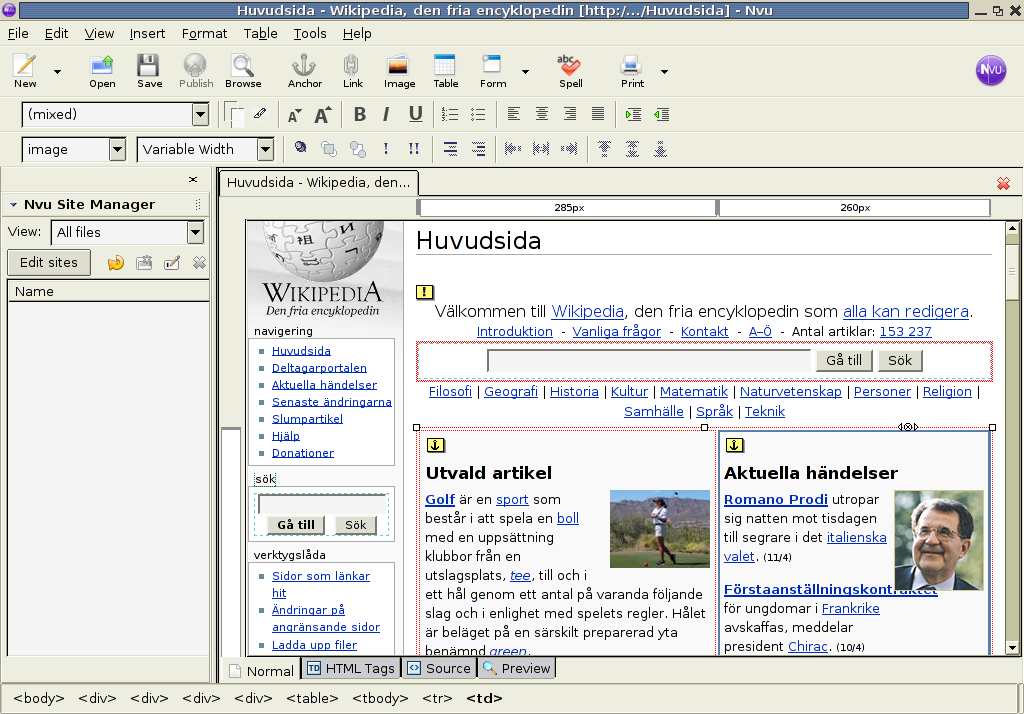
Nvu har laddat in huvudsidan på svenskspråkiga Wikipedia och är beredd att börja göra ändringar i HTML-koden

Projektet startades och finansieras av företaget Linspire Inc. som säljer kommersiella linuxdistributionen Linspire, men inte i syfte att sälja det utan för att stärka GNU/Linux som operativsystem i allmänhet, något som även kommer dem till godo. För att ro projektet i land anställde Linspire Inc. Daniel Glazman som tidigare jobbat med Composer på Netscape. 
Nvu finns i färdiga paket för fri nedladdning till GNU/Linux, Mac OS och Microsoft Windows, men kan dessutom byggas på alla plattformar som stöder Netscape Portable Runtime. Programmet blev fort populärt efter att det släpptes och är nu en av de vanligaste HTML-editorerna för Linux, men har även hittat ett antal användare på andra plattformar.